# Деревянка (протока)
Деревя́нка — протока между речкой Донец и Волховом в Великом Новгороде. Берёт начало недалеко от устья Донца и заканчивается на территории речного порта в микрорайоне Деревяницы. Длина реки — 2 км.
На берегу Деревянки расположен Деревяницкий монастырь.
На карте начала XIX века Деревянка указана как самостоятельный водоток. Предполагается, что её русло спрямилось в первой половине XX века, образовав таким образом небольшую речку (в настоящее время — Донец), прямо впадающую в Волхов, и протоку, уходящую на север к Деревяницкому монастырю.
В 1978 году при строительстве Колмовского автомобильного моста через Волхов русло протоки было перегорожено мостовой насыпью. Это привело к заболачиванию южной части Деревянки. Северная, благодаря родниковому питанию, существует, представляя собой небольшое вытянутое озеро.